# Oscar Levertin
Oscar Levertin (Norrköping, 17 luglio 1862 – Stoccolma, 22 settembre 1906) è stato uno scrittore svedese.

## Biografia
La sua carriera di studi culminò con la frequentazione dell'Università di Uppsala.
Successivamente si trasferì a Stoccolma per insegnare letteratura.
Dal 1897 collaborò con il giornale conservatore Svenska Daghladet come critico letterario.
In collaborazione con Verner von Heidenstam abbandonò il naturalismo degli esordi, e scrisse l'opera polemica Il matrimonio di pepita (1890), che reagiva al realismo sociale in nome dell'ormai dominante decadentismo, di un simbolismo mistico e sensuale e di una «fantasia coloristica orientale».
Di analoga ispirazione sono le liriche  Leggende e ballate (1891) e Nuove poesie (1894).
Importante la sua attività critica: Dall'epoca di Gustavo III (1896),  Figure svedesi (1904), nella quale descrisse e approfondì gli sviluppi della poesia e delle arti figurative nelle varie epoche, oltre che analizzare la letteratura ed il teatro con rigore scientifico.

## Opere principali
- Från Rivieran: skisser från Medelhavskusten (1883)
- Småmynt (1883)
- Konflikter: nya noveller (1885)
- Pepitas bröllop (with Verner von Heidenstam) (1890)
- Legender och visor (1891)
- Diktare och drömmare (1898)
- Rococo-noveller (1899)
- Magistrarne i Österås (1900)
- Svenska gestalter (1903)
- Kung Salomo och Morolf (1905)